# 나쁜 가족들
《나쁜 가족들》은 2017년 10월 15일에 방영한 《KBS 드라마 스페셜 2017》 시리즈 중 일곱 번째 작품이다.

## 줄거리
전혀 가족적이지 않은 가족 코미디!
엄마 명화는 워낙 드센 성격에 남의 눈을 절대 의식하지 않고 살면서 바람 한번 피어보고 싶은 소망이 있다. 아빠 정국은 가장 노릇을 해야 한다는 어떠한 책임감이 없어도 너무 없다. 아들 민국은 의가사 제대를 한 후 잘 다니던 학교마저 중퇴하고 취직마저 할 생각은 전혀 없다. 똘기충만 제멋대로인 딸 나나는 공부를 잘하지만 학교를 때려치우고 남자친구와 함께 독립을 꿈꾼다. 할머니는 이런 아들네 가족이라고 해도 어떻게든 남들에게는 남부럽지 않은 가족으로 보여지고 싶다.
이런 가족이라고 해도 나름대로 조화를 이루고 살았는데, 어느날 미성년자인 나나의 탈선을 하게 되고, 이 계기로 해서 정상적인 가족이 한번 되보자고 노력한다. 하지만 노력하면 할수록 점점 상황이 꼬여만 간다.

## 등장 인물

### 주요 인물
- 신은경 : 박명화 역
- 이준혁 : 김정국 역
- 홍서영 : 김나나 역
- 송지호 : 김민국 역

### 주변 인물
- 백수련 : 할머니 역
- 박성훈 : 나나의 담임교사 역
- 장동주 : 최은수 역 - 나나의 남자친구

### 그 외 인물
- 김왕근
- 김수민
- 박영수
- 정의순
- 장주연
- 신윤정
- 차명욱
- 공민정
- 장격수
- 김진모
- 서왕석
- 김용진
- 옥주리
- 박미나

## 시청률
- 전국 시청률 : 3.6%[1]